# آرتم سیتاک
 آرتم سیتاک (انگلیسی: Artem Sitak؛ زادهٔ ۸ فوریهٔ ۱۹۸۶) یک تنیس‌باز اهل نیوزیلند است.